# Cabasse
Pour l’article homonyme, voir Cabasse (homonymie).

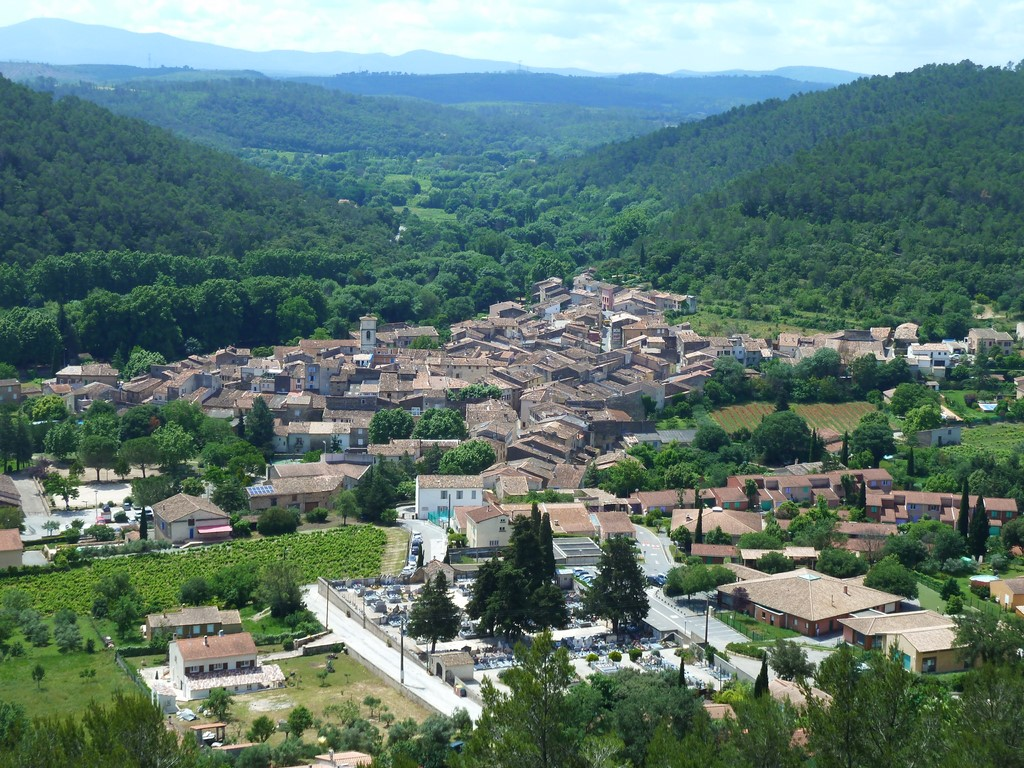
Cabasse vue depuis la colline des Draboux.

Cabasse est une commune française située dans le département du Var en région Provence-Alpes-Côte d'Azur.

## Géographie

### Localisation
Cabasse est un village du Centre Var proche de Brignoles (15 km) et du Luc (11 km), membre de la communauté de communes Cœur du Var.

### Lieux-dits et hameaux
Cabasse comporte plusieurs lieux-dits :
- Campdumy
- Combecave
- Saint Pastour
- Bastide Blanche
- Valbonne
- Pomples
- Saint Martin.

### Voies de communications et transports

#### Voies routières
Cabasse est accessible par la route départementale D 13, entre Flassans-sur-Issole au sud et Carcès au nord.
Par la route départementale D 79 venant de Brignoles et par la route départementale D 33 venant du Luc-en-Provence.

#### Transports en commun
- Transport en Provence-Alpes-Côte d'Azur

La commune était desservie par les réseaux Varlib grâce aux lignes 5402 et 5401. Une vérification au 16 mai 2023 indique que ces lignes n'existent plus, de fait la commune n'est plus desservie par aucun réseau de transport en commun.

#### Transports aériens
Les aéroports les plus proches sont :
- Aéroport de Toulon-Hyères
- Aéroport de Marseille Provence

#### Ports
- Ports en Provence-Alpes-Côte d'Azur :
  - Rade de Toulon,

### Communes limitrophes
| Carcès          | Le Thoronet         | Le Thoronet |
| Vins-sur-Caramy | Cabasse             | Le Luc      |
| Brignoles       | Flassans-sur-Issole | Le Luc      |

### Géologie et relief
La commune se compose de 115,14 hectares de territoires artificialisés (2,53 %), 1 094,27 hectares de territoires agricoles (24,01 %), 3 312,94 hectares de forêts et milieux semi-naturels (72,70 %) et 34,58 hectares de surfaces en eau (0,76 %).
Espaces naturels :
- Un espace protégé hors Natura 2000

Le Vallon De L'Abbaye Du Thoronet.
- Un espace protégé Natura 2000 :

Val d'Argens.
- Quatre zones naturelles d'intérêt écologique, faunistique et floristique (Znieff) :

Collines du Recoux,
Trou des Fées- Les Côtes,
Ripisylves et annexes des vallées de l'Issole et du Caramy,
Dépression et collines du Centre Var.
La commune constitue une des villes portes du projet de "Géopark Maures- Esterel". En effet, outre les 47 communes situées dans le strict périmètre du projet, 24 sont en périphérie du territoire candidat constituant les portes d'entrée du Géopark et sont donc partenaires du projet. 
Le village de Cabasse possède une géologie et un relief typique de ceux de Provence. De nombreux vallons, collines et très peu de plaine; cette irrégularité est propre à la Provence.

### Sismicité
Le département du Var comporte trois zones de sismicité. Cabasse est dans une zone de très faible sismicité.

### Hydrographie et eaux souterraines
Cabasse est arrosée par l'Issole, ainsi que par son affluent, le Carami. Le confluent de ces deux cours d'eau se trouve à la limite des communes de Cabasse et de Carcès, dans le lac de Carcès, retenue artificielle dont le nom officiel est lac de Sainte-Suzanne.
Cours d'eau sur la commune ou à son aval :
- rivières le Caramy, l'Issole ;
- ruisseaux Grenouillé, de Bouillidoux, de Soliès ;
- vallon de Rouda.

#### Ressource en eau des contreforts de la Sainte-Baumme
Dans le secteur Cœur du Var, les communes de Gonfaron, Les Mayons, Le Cannet des Maures, Le Luc et Le Thoronet, appartenant au territoire Cœur de Var, n’ont pas été intégrées au secteur « Ouest Cœur de Var ». Ces 5 communes sont desservies par le syndicat d’Entraigues, dont les ressources en eau relève d’un autre contexte géographique.
- Le secteur « Ouest Cœur de Var » regroupe 6 communes (Cabasse, Flassans-sur-Issole, Besse-sur-Issole, Pujet-Ville, Carnoules et Pignans)[12].

### Climat
Pour des articles plus généraux, voir Climat de Provence-Alpes-Côte d'Azur et Climat du Var.
En 2010, le climat de la commune est de type climat méditerranéen franc, selon une étude du Centre national de la recherche scientifique s'appuyant sur une série de données couvrant la période 1971-2000. En 2020, Météo-France publie une typologie des climats de la France métropolitaine dans laquelle la commune est exposée à un climat méditerranéen et est dans une zone de transition entre les régions climatiques « Provence, Languedoc-Roussillon » et « Var, Alpes-Maritimes ». 
Pour la période 1971-2000, la température annuelle moyenne est de 13,3 °C, avec une amplitude thermique annuelle de 16 °C. Le cumul annuel moyen de précipitations est de 869 mm, avec 6,3 jours de précipitations en janvier et 2,3 jours en juillet. Pour la période 1991-2020, la température moyenne annuelle observée sur la station météorologique de Météo-France la plus proche, « Le Luc », sur la commune du Cannet-des-Maures à 10 km à vol d'oiseau, est de 15,5 °C et le cumul annuel moyen de précipitations est de 832,3 mm. 
La température maximale relevée sur cette station est de 42,7 °C, atteinte le 7 juillet 1982 ; la température minimale est de −17 °C, atteinte le 12 février 1956,,. 
Les paramètres climatiques de la commune ont été estimés pour le milieu du siècle (2041-2070) selon différents scénarios d'émission de gaz à effet de serre à partir des nouvelles projections climatiques de référence DRIAS-2020. Ils sont consultables sur un site dédié publié par Météo-France en novembre 2022.

## Urbanisme

### Typologie
Au 1er janvier 2024, Cabasse est catégorisée bourg rural, selon la nouvelle grille communale de densité à sept niveaux définie par l'Insee en 2022.
Elle est située hors unité urbaine. Par ailleurs la commune fait partie de l'aire d'attraction de Brignoles, dont elle est une commune de la couronne,. Cette aire, qui regroupe 10 communes, est catégorisée dans les aires de moins de 50 000 habitants,.

### Occupation des sols
L'occupation des sols de la commune, telle qu'elle ressort de la base de données européenne d’occupation biophysique des sols Corine Land Cover (CLC), est marquée par l'importance des forêts et milieux semi-naturels (72,6 % en 2018), en augmentation par rapport à 1990 (71,7 %). La répartition détaillée en 2018 est la suivante : 
forêts (67,6 %), cultures permanentes (16,9 %), zones agricoles hétérogènes (5,3 %), milieux à végétation arbustive et/ou herbacée (5 %), zones urbanisées (1,9 %), terres arables (1,9 %), eaux continentales (0,7 %), zones industrielles ou commerciales et réseaux de communication (0,6 %). L'évolution de l’occupation des sols de la commune et de ses infrastructures peut être observée sur les différentes représentations cartographiques du territoire : la carte de Cassini (XVIIIe siècle), la carte d'état-major (1820-1866) et les cartes ou photos aériennes de l'IGN pour la période actuelle (1950 à aujourd'hui).

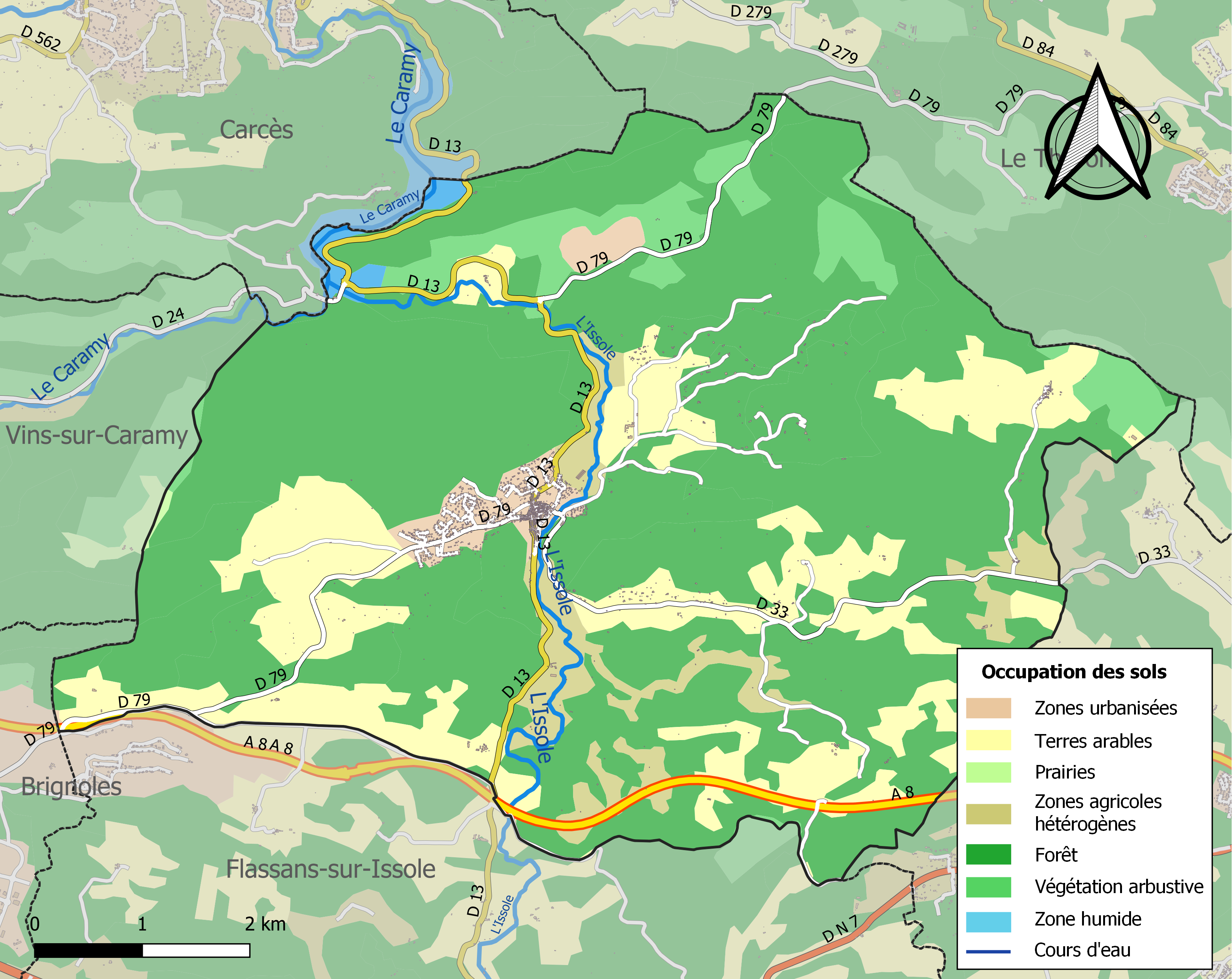
Carte des infrastructures et de l'occupation des sols de la commune en 2018 (CLC).

### Urbanisme
La commune dispose d'un plan local d'urbanisme,.
En matière d'urbanisme intercommunal, qui fixe les orientations générales et objectifs, la commune de Cabasse fait partie intégrante du schéma de cohérence territoriale (SCoT) de la communauté de communes Cœur du Var,.

## Toponymie
Cabasse s'écrit Cabasso en occitan provençal selon la norme mistralienne et Cabassa en occitan provençal selon la norme classique.

## Histoire
Plusieurs mégalithes attestent de la présence humaine sur le territoire de la commune dès le Néolithique. Les quatre dolmens (dolmen de Candumy, dolmen de la Bouissière, dolmen de la Gastée, dolmen du Pont Neuf) et les deux menhirs (Peïro Plantado, menhir du Reste) sont encore visibles aujourd'hui.
Le site des Ecart fut occupé dès l'Antiquité. La nécropole gallo-romaine de la Calade a été fouillée et étudiée par George Bérard, archéologue spécialiste de la région de Cabasse.

## Politique et administration

### Liste des maires
| Période                                  | Période   | Identité       | Étiquette | Qualité                                  |
| ---------------------------------------- | --------- | -------------- | --------- | ---------------------------------------- |
| Les données manquantes sont à compléter. |           |                |           |                                          |
| mars 1977                                | mars 2014 | Régis Dufresne | PCF       |                                          |
| mars 2014                                | En cours  | Yannick Simon  | DVG       | Président de la CC Cœur du Var (2020 → ) |

### Fiscalité de la commune
| Taxe                                                | Part communale | Part intercommunale | Part départementale | Part régionale |
| --------------------------------------------------- | -------------- | ------------------- | ------------------- | -------------- |
| Taxe d'habitation (TH)                              | 6,53 %         | 0,76 %              | 6,15 %              | 0,00 %         |
| Taxe foncière sur les propriétés bâties (TFPB)      | 9,90 %         | 1,22 %              | 7,43 %              | 2,36 %         |
| Taxe foncière sur les propriétés non bâties (TFPNB) | 58,08 %        | 5,73 %              | 23,44 %             | 8,85 %         |
| Taxe professionnelle (TP)                           | 14,02 %        | 1,49 %              | 8,55 %              | 3,84 %         |

### Budget et fiscalité 2023
En 2023, le budget de la commune était constitué ainsi :
- total des produits de fonctionnement : 1 836 000 €, soit 932 € par habitant ;
- total des charges de fonctionnement : 1 744 000 €, soit 885 € par habitant ;
- total des ressources d’investissement : 1 078 000 €, soit 547 € par habitant ;
- total des emplois d’investissement : 878 000 €, soit 446 € par habitant.
- endettement : 205 000 €, soit 104 € par habitant.

Avec les taux de fiscalité suivants :
- taxe d’habitation : 13,47 % ;
- taxe foncière sur les propriétés bâties : 28,39 % ;
- taxe foncière sur les propriétés non bâties : 63,90 % ;
- taxe additionnelle à la taxe foncière sur les propriétés non bâties : 0,00 % ;
- cotisation foncière des entreprises : 0,00 %.

Chiffres clés Revenus et pauvreté des ménages en 2021 : médiane en 2021 du revenu disponible, par unité de consommation : 21 560 €.

### Intercommunalité
Cabasse est membre de la communauté de communes Cœur du Var de 37 829 habitants, créée en janvier 2002.
Les onze communes composant la communauté de communes en 2012 sont (par ordre alphabétique) :
- Besse-sur-Issole ;
- Cabasse ;
- Le Cannet-des-Maures ;
- Carnoules ;
- Flassans-sur-Issole ;
- Gonfaron ;
- Le Luc ;
- Les Mayons ;
- Pignans ;
- Puget-Ville ;
- Le Thoronet.

## Population et société

### Démographie

#### Évolution démographique
L'évolution du nombre d'habitants est connue à travers les recensements de la population effectués dans la commune depuis 1793. Pour les communes de moins de 10 000 habitants, une enquête de recensement portant sur toute la population est réalisée tous les cinq ans, les populations de référence des années intermédiaires étant quant à elles estimées par interpolation ou extrapolation. Pour la commune, le premier recensement exhaustif entrant dans le cadre du nouveau dispositif a été réalisé en 2008.

En 2022, la commune comptait 1 985 habitants, en évolution de +2,74 % par rapport à 2016 (Var : +4,98 %, France hors Mayotte : +2,11 %).
| 1793  | 1800  | 1806  | 1821  | 1831  | 1836  | 1841  | 1846  | 1851  |
| ----- | ----- | ----- | ----- | ----- | ----- | ----- | ----- | ----- |
| 1 558 | 1 311 | 1 486 | 1 476 | 1 448 | 1 593 | 1 558 | 1 560 | 1 610 |

| 1856  | 1861  | 1866  | 1872  | 1876  | 1881  | 1886  | 1891  | 1896 |
| ----- | ----- | ----- | ----- | ----- | ----- | ----- | ----- | ---- |
| 1 525 | 1 685 | 1 566 | 1 560 | 1 526 | 1 255 | 1 131 | 1 221 | 946  |

| 1901  | 1906  | 1911  | 1921 | 1926  | 1931  | 1936  | 1946 | 1954  |
| ----- | ----- | ----- | ---- | ----- | ----- | ----- | ---- | ----- |
| 1 000 | 1 000 | 1 005 | 961  | 1 102 | 1 038 | 1 061 | 963  | 1 008 |

| 1962 | 1968 | 1975 | 1982 | 1990  | 1999  | 2006  | 2008  | 2013  |
| ---- | ---- | ---- | ---- | ----- | ----- | ----- | ----- | ----- |
| 929  | 905  | 802  | 786  | 1 182 | 1 283 | 1 708 | 1 830 | 1 929 |

| 2018  | 2022  | - | - | - | - | - | - | - |
| ----- | ----- | - | - | - | - | - | - | - |
| 1 961 | 1 985 | - | - | - | - | - | - | - |

### Enseignement
Établissements d'enseignements :
- École maternelle,
- École primaire,
- Collèges à Le Luc, Le Cannet-des-Maures,
- Lycées à Lorgues, Brignoles.

### Santé
Professionnels et établissements de santé :
- médecins à Cabasse, Flassans-sur-Issole, Carcès ;
- pharmacies à Flassans-sur-Issole, Carcès ;
- hôpitaux au Luc et à Brignoles ;
- Centre hospitalier de la Dracénie, à 34 km[42].

### Cultes
- Culte catholique, Paroisse de Cabasse, Église de l'Assomption[43], Diocèse de Fréjus-Toulon.

## Économie

### Agriculture
L'agriculture principale est la viticulture :
- Vignobles[44],[45] :
  - Chateau Pompilia, auparavant Domaine des Pomples,
  - Domaine des trois terres,
  - La grand' pièce,
  - Chateau Requier
  - Château Yssole
  - Domaine Gavoty.
  - Domaine Saint André
- Coopérative vinicole dite coopérative la Matavonienne[46].

Aujourd'hui, la coopérative de Cabasse est fermée, fusionnant avec celle de Flassans-sur-Issole, village voisin, nommée "comptoir des vins de Flassans".
Les viticulteurs cabassois produisent des vins constitués de différents cépages provençaux (rolle, grenache, sirah...). On doit une reconnaissance au Domaine Gavoty qui a été le précurseur de l'utilisation du rolle dans l'appellation des côtes de Provence. Ce domaine qui est le plus vieux du village (1806) fournit sa production aux plus grandes tables régionales mais aussi nationales.

### Commerce et services
La commune dispose de tout un réseau de commerces et services :
Chaque année, au début du mois de juin, est organisé le tournoi inter commerce de Cabasse, ou de nombreux commerces du village se réunissent autour d'un tournoi de football,sur le terrain communal.
L'économie de Cabasse, à la fin du XIXe siècle, est centrée sur l'exploitation de la bauxite, dont la France est la découvreuse (Les Baux-de-Provence) et le 1er producteur mondial de 1886 à 1913. La production de bauxite en France culminera à plus de 2,2 millions de tonnes par an et emploiera jusqu'à plus de 2000 mineurs dans les années 1950. La bauxite a aussi été appelée 'l'or rouge'.
Une ancienne mine est encore visible, au nord du village, près du lac de Sainte-Suzanne.

### Tourisme
Le village de Cabasse bénéficie essentiellement du tourisme estival en raison de son ensoleillement et de son authenticité. Pourtant, il n'existe plus d'hôtel. Cabasse est un village qui a gardé un centre-ville de caractère, chargé d'histoire, qui représente l'essence même de la Provence. Il existe de nombreuses résidences secondaires sur le village ainsi que des chambres d'hôtes ou des gîtes permettant l'accueil des vacanciers. Les collines cabassoises sont un terrain de jeu idéal pour toutes activités extérieures (cheval, vélo, VTT, marche à pied). L'œnotourisme représente une part très importante du tourisme cabassois. Ce village provençal représente un patrimoine colossal, datant de l'époque romaine, qui a laissé des traces. Par les collines, les vignes ou les ruelles les nombreux vestiges romains marquent depuis des millénaires l'histoire de Cabasse.
Cabasse est appréciée pour son histoire, son vin, son climat mais aussi pour sa simplicité et son art de vivre. Les touristes qui y passent l'été aiment « chercher le pain en descendant la colline à vélo, passer dans les ruelles étroites, pavées », « marcher à l'ombre des pins centenaires, ou les cigales nous offrent un spectacle grandiose et regarder du haut d'un rocher la plaine cabassoise ou sont parsemés vignes et oliviers. »

## Culture locale et patrimoine

### Lieux et monuments

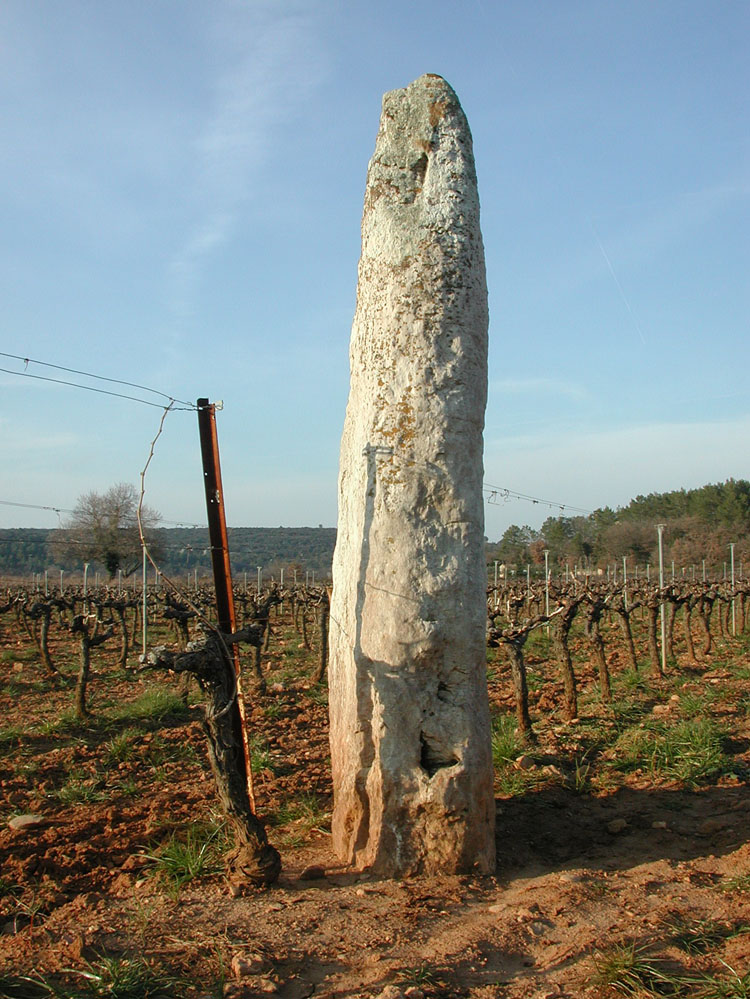
Menhir de la Pierre Plantée dans le vignoble de Cabasse.

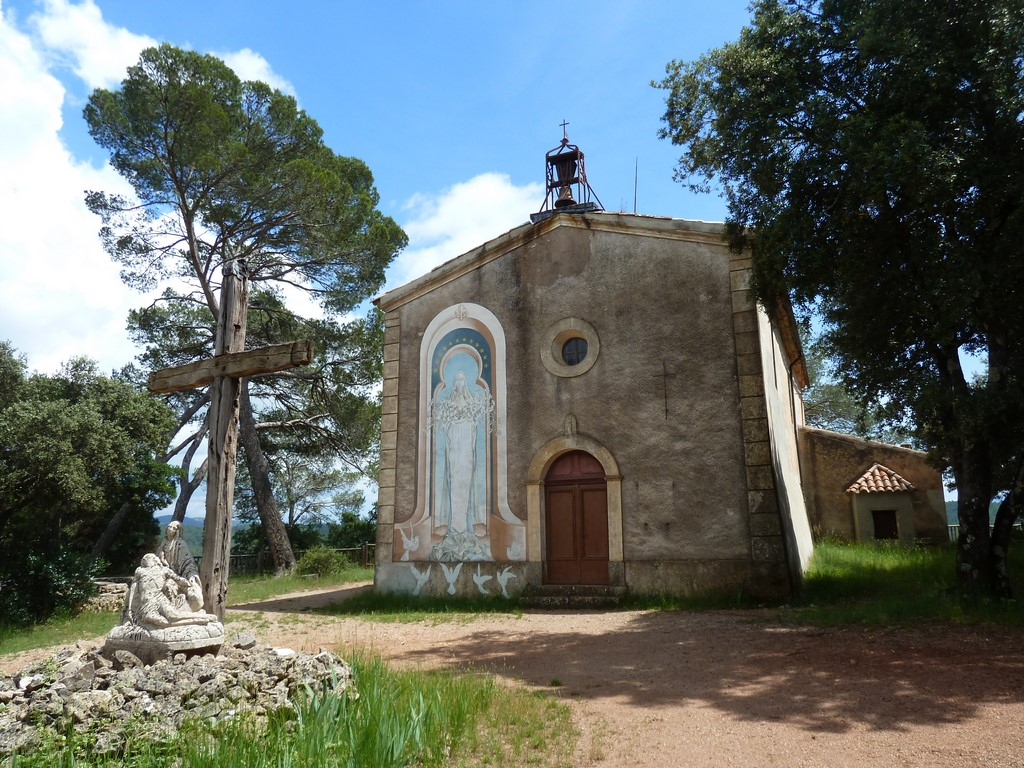
Chapelle Notre-Dame-du-Glaive.
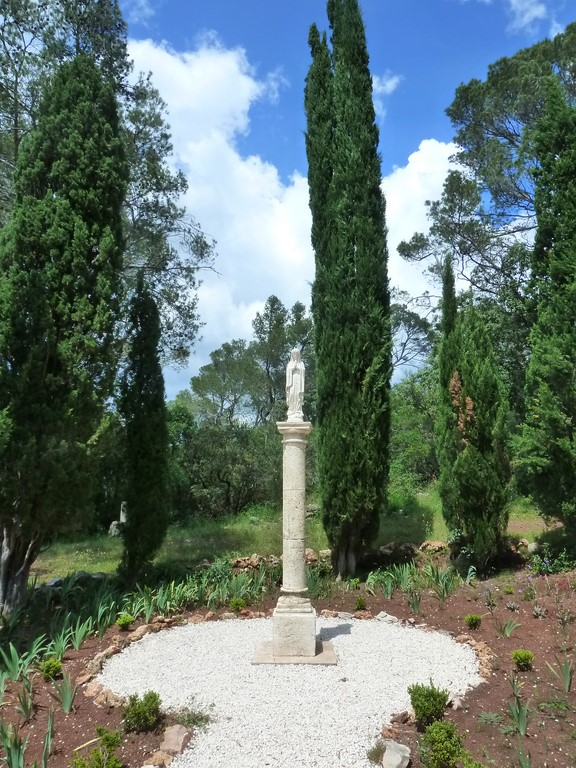
Sanctuaire Notre-Dame-du-Glaive.
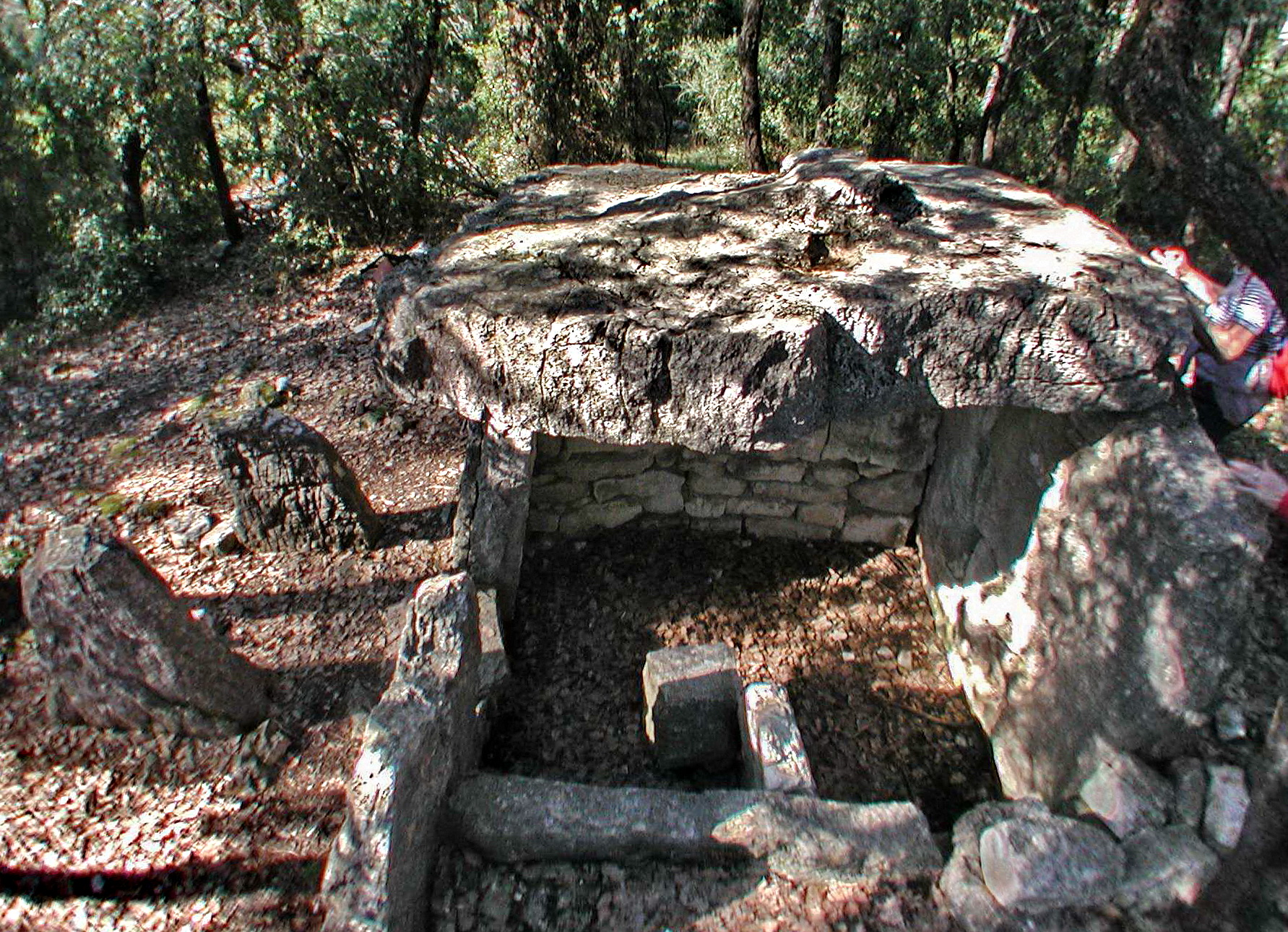
Dolmen de la Gastée.
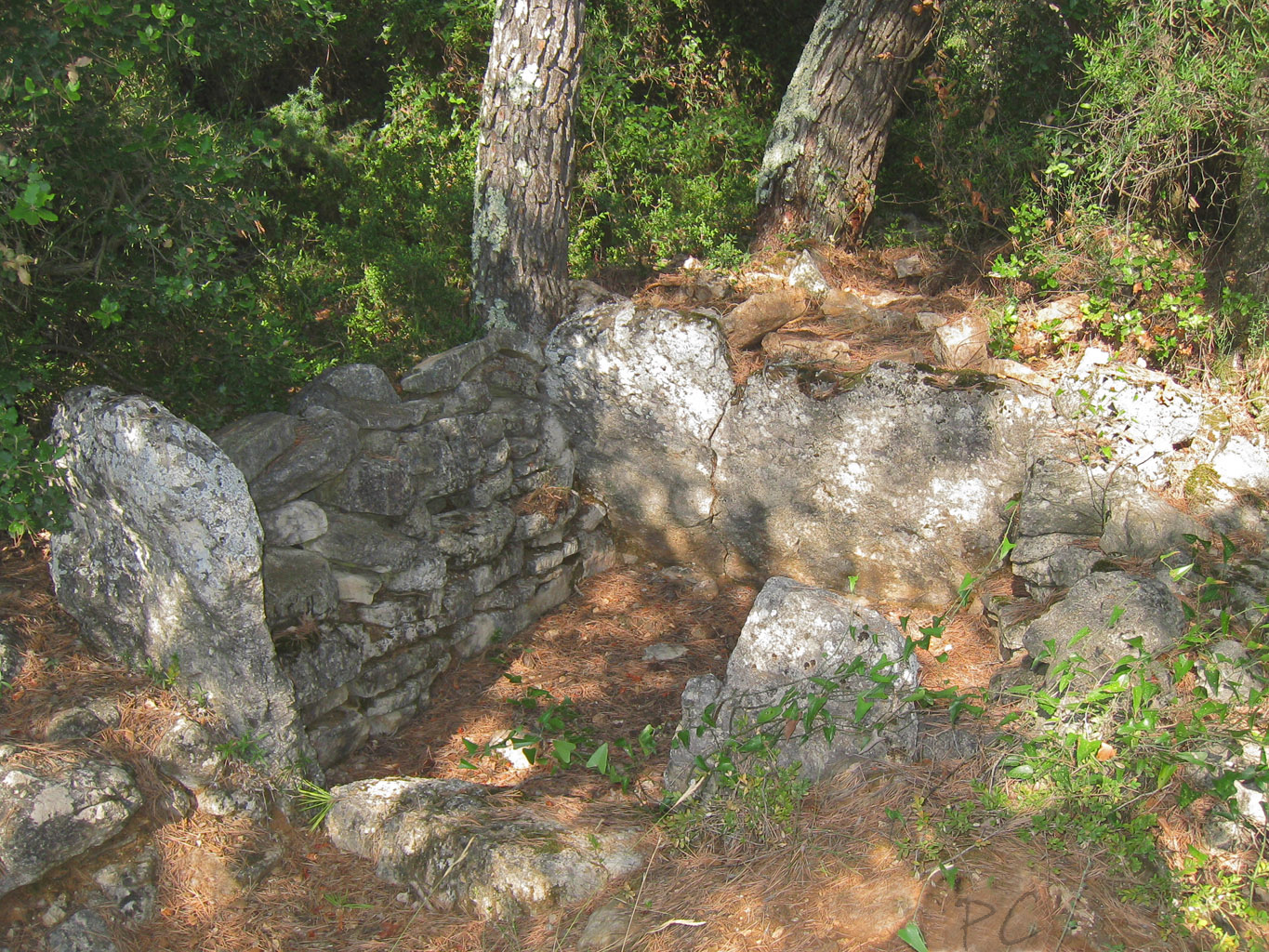
Dolmen de la Bouissière.
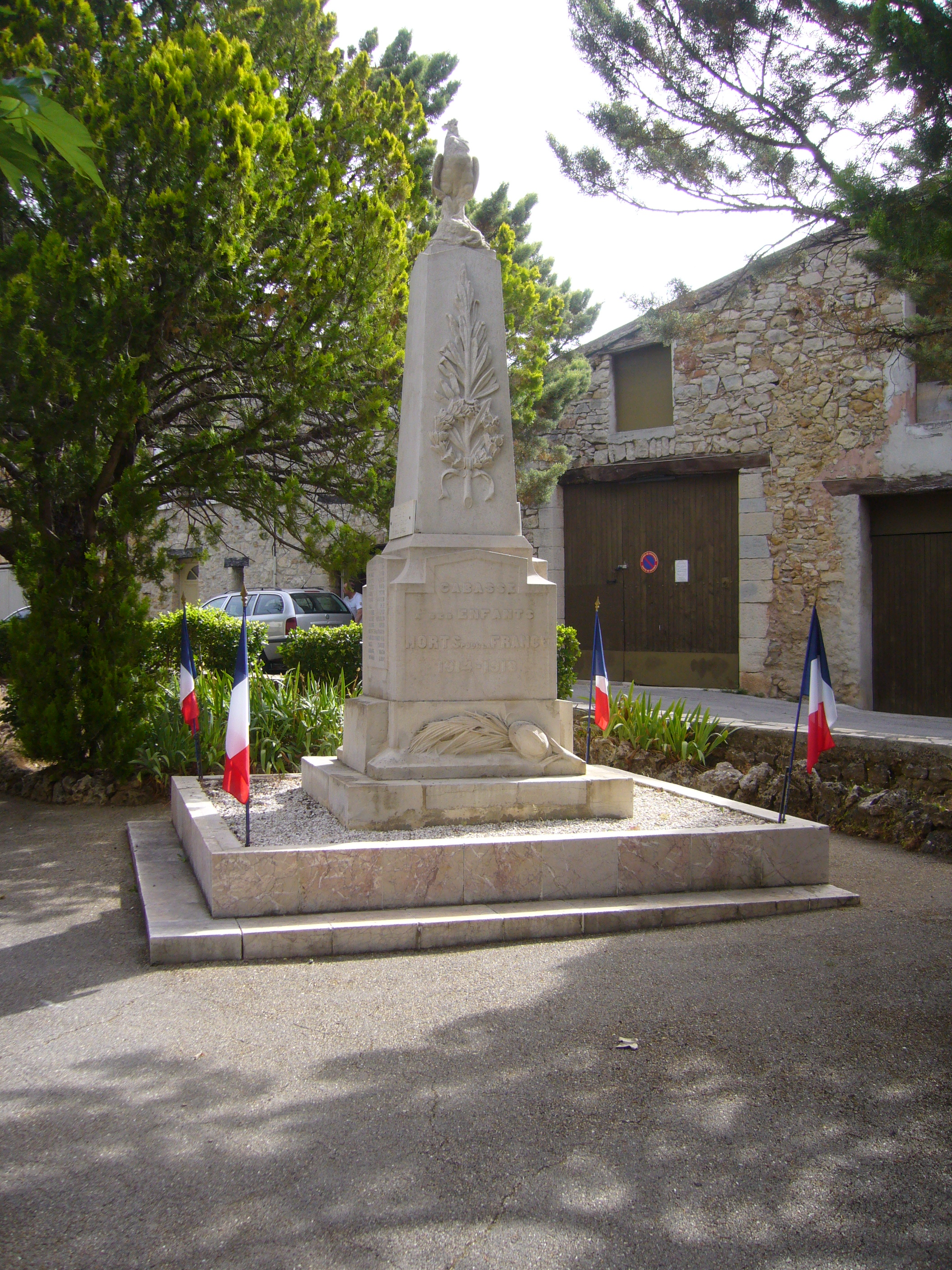
Monument aux morts.

Patrimoine religieux
- Chapelle Notre-Dame-du-Glaive[48].
- Église Saint-Pons (XIIe siècle)[49], dans laquelle sont conservés quelques vestiges archéologiques d'époque gallo-romaine : autels, restes de sarcophages, chapiteaux, inscriptions funéraires[50].
- Chapelle Saint-Loup (XIIe siècle)[51].

Patrimoine civil
- Bourg castral de la Roquette de Cabasse, (XIIe siècle)[52].
- Maison Forte, ferme dite Château Riquier[53].
- Maison des Fées (construction troglodyte)[54].
- Dolmen de la Gastée et menhir dit Peïro Plantado, respectivement inscrit et classé aux inscrit au titre des Monuments historiques[55] ,[56].
- Lavoir[57].

### Dictons et expressions populaires
Le village de Cabasse est cité dans un dicton en provençal signifiant qu'une situation est absurde et insoluble, « a coumo la fusto de Cabasso », « c'est comme la poutre de Cabasse ».

### Personnalités liées à la commune
- Jean Dotto (1928-2000), coureur cycliste. Il s'installe dans la commune alors qu'il est encore en activité, puis y tient un bar.

### Héraldique
|  | La commune de Cabasse porte : De sinople, à une calebasse d’or. |